# Colonia Loma Linda
Colonia Loma Linda är en ort i Mexiko, tillhörande kommunen Almoloya del Río i delstaten Mexiko, i den centrala delen av landet. Orten hade 660 invånare vid folkräkningen 2010.